# Moggio nolano
Il moggio nolano è un'antica misura di superficie, equivale a 57.600 palmi quadrati e a 4.031m2.
Tale unità è comunemente usata nella zona del nolano (da cui il nome).